# 박완주
박완주(朴完柱, 1966년 11월 10일~)는 대한민국의 정치인이다. 동서산업 아산공장의 노동조합 부위원장을 지낸 후 더불어민주당 소속으로 제19대 총선에서 천안을을 지역구로 초선에 성공한 후 제20대 총선, 21대 총선에서 재당선되었다.
2022년 5월 12일 성범죄로 더불어민주당에서 제명되었다.

## 생애
1966년 11월 10일에 천안시 직산읍에서 태어나 성균관대학교 한국철학과를 졸업하였다. 1987년에 민주화운동 도중 구속된 그는 동서산업 아산공장의 노동조합 부원장을 지낸 후 2004년에 국회의원 보좌관으로 정계에 입문하였다. 이후 민주당 충남도당 대변인, 민주당 중앙당 부대변인, 안희정 충남지사 후보 대변인을 지냈다. 18대 총선과 그 뒤에 치러진 보궐선거에서 천안시 을 선거구에 출마하였지만 각각 자유선진당의 박상돈 후보와 한나라당의 김호연 후보에 밀려 낙선하였다. 제19대 총선에서는 같은 지역구에서 김호연 의원을 상대로 승리를 거둬 당선되었다. 이후 새정치민주연합 원내대변인을 역임하였다. 제20대 총선에서 52.7%를 얻어 재선에 성공하였다.
이후 우상호 원내대표에 의해 원내수석부대표에 임명되었다.운동권 '86그룹(80년대 학번·60년대생)','김근태(GT)계' 민주평화국민연대(민평련), 당내 최다 의원 모임인 '더좋은미래(더미래)'에서 활동했다. 2021년 말 보좌관 성추행 문제로  더불어민주당의 조사를 받던 중 2022년 5월 12일 당으로부터 제명 처분을 받았다.
2022년 5월 성폭력 피해자는 박완주를 영등포경찰서에 고소하였다.
2023년 7월 4일 보좌관 성추행 혐의로 불구속 기소되었다. 피해자 이름의 가짜 사직서를 국회에 제출한 사문서위조·행사 교사 혐의도 받았으나 이는 증거불충분으로 불기소되었다.

## 비서 성폭력 후 인사 불이익 및 명예훼손
2021년 12월경 박완주는 보좌관이었던 피해자를 강제추행하고, 이로 인한 외상후 스트레스 장애 등 상해를 입게 하였으며(강제추행치상), 2022년 4월경 성폭력 신고 직후 피해자에 대하여 인사상 불이익조치를 하였다(직권남용권리행사방해). 2022년 5월경에는 지역구 관계자들 앞에서 부당하게 성폭력 사건 및 피해자관련 내용을 공연히 적시하였다(명예훼손).
2023년 7월 4일 서울남부지방검찰청 형사제1부는 박완주를 강제추행치상, 직권남용권리행사방해, 명예훼손 죄로 불구속 기소하였다.

## 경력
- 1989년 3월~1990년 2월: 성균관대학교 총학생회 부회장
- 1995년: 동서산업 아산공장 노동조합 부위원장
- 1997년: 전국소기업연합회 정책부장
- 2006년: 국회 입법학연구소 정책전문위원
- 2006년: 한국보건산업최고경영자회의 이사
- 2007년 11월~2010년 2월: 나사렛대학교 겸임교수
- 2008년 7월~2010년 7월: 민주당 충청남도당 대변인
- 2008년~2011년: 민주당 충청남도당 천안시 을 지역위원회 위원장
- 2008년 9월~2010년 7월: 민주당 중앙당 부대변인
- 2009년: 천안부성중학교 학교운영위원회 위원장
- 2009년: 민주당 행복도시원안사수특별위원회 부위원장
- 2010년 2월~2010년 6월: 제5회 전국동시지방선거 민주당 안희정 충청남도지사 후보 대변인
- 2010년 3월: 나사렛대학교 객원교수
- 2012년 4월 11일: 대한민국 제19대 국회의원 선거 당선(충남 천안시 을, 민주통합당, 초선)
- 2012년 5월~2013년 5월: 민주통합당 충청남도당 천안시 을 지역위원회 위원장
- 2013년 5월~2014년 3월: 민주당 충청남도당 천안시 을 지역위원회 위원장
- 2014년 3월~2015년 12월: 새정치국민회의 충청남도당 천안시 을 지역위원회 위원장
- 2014년 5월~2014년 10월: 새정치민주연합 원내부대표
- 2014년 10월~2015년 5월: 새정치민주연합 원내대변인
- 2015년 12월~2022년 5월: 더불어민주당 충청남도당 천안시 을 지역위원회 위원장
- 2016년 4월 13일: 대한민국 제20대 국회의원 선거 당선(충남 천안시 을, 더불어민주당, 재선)
- 2016년 5월~2017년 5월: 더불어민주당 원내수석부대표
- 2016년 7월 : 국회공직자윤리위원회 위원
- 2016년 8월~2018년 8월: 더불어민주당 충청남도당 위원장
- 2017년 5월~2018년 2월: 더불어민주당 수석대변인
- 2018년 2월~2018년 8월: 더불어민주당 최고위원
- 2018년 8월~2019년 8월: 더불어민주당 더좋은미래 대표
- 2020년 4월 15일: 대한민국 제21대 국회의원 선거 당선(충남 천안시 을, 더불어민주당, 3선)
- 2021년 5월~2022년 3월: 더불어민주당 정책위원회 의장

## 의정 활동

### 제19대 국회
- 2012년 5월 30일~2016년 5월 29일: 제19대 국회의원(충남 천안시 을, 민주통합당→민주당→새정치민주연합→더불어민주당, 초선)
  - 2012년 7월~2014년 5월: 제19대 국회 전반기 여성가족위원회 위원
  - 2013년 4월~2016년 5월: 제19대 국회 전반기, 후반기 산업통상자원위원회 위원
  - 2014년 6월~2015년 5월: 제19대 국회 후반기 운영위원회 위원
  - 2014년 6월~2015년 5월: 제19대 국회 후반기 예산결산특별위원회 위원

### 제20대 국회
- 2016년 5월 30일~2020년 5월 29일: 제20대 국회의원(충남 천안시 을, 더불어민주당, 재선)
  - 2016년 6월~2017년 5월: 제20대 국회 전반기 운영위원회 간사
  - 2016년 6월~2017년 11월: 제20대 국회 전반기 농림축산식품해양수산위원회 위원
  - 2017년 8월~2017년 12월: 제20대 국회 정치개혁특별위원회 위원
  - 2017년 11월~2018년 5월: 제20대 국회 전반기 농림축산식품해양수산위원회 간사
  - 2018년 1월~2018년 6월: 제20대 국회 헌법개정 및 정치개혁특별위원회 위원
  - 2018년 7월~2020년 5월: 제20대 국회 후반기 농림축산식품해양수산위원회 간사
  - 2018년 7월~2019년 5월: 제20대 국회 후반기 예산결산특별위원회 위원
  - 2018년 10월~2019년 6월: 제20대 국회 후반기 정치개혁특별위원회 위원
  - 2018년 12월: 제20대 국회 대법관(김상환) 임명동의에 관한 인사청문특별위원회 간사
  - 2019년 7월~2019년 8월: 제20대 국회 후반기 예산결산특별위원회 위원

### 제21대 국회
- 2020년 5월 30일~2024년 5월 29일: 제21대 국회의원(충남 천안시 을, 더불어민주당→무소속, 3선)
  - 2020년 6월~2022년 5월 : 제21대 국회 전반기 행정안전위원회 위원
  - 2020년 9월~2022년 5월: 제21대 국회 전반기 행정안전위원회 예산결산심사소위원회 위원장
  - 2020년 9월~2022년 5월: 제21대 국회 전반기 행정안전위원회 청원심사소위원회 위원
  - 2022년 7월~2024년 5월: 제21대 국회 후반기 과학기술정보방송통신위원회 위원

## 학력
- 삼은국민학교 졸업
- 천안중학교 졸업
- 천안중앙고등학교 졸업
- 성균관대학교 한국철학과 학사

## 역대 선거 결과
|  | 14.84% |

|  | 38.83% |

|  | 41.91% |

|  | 52.70% |

|  | 58.83% |

## 소속 정당
| 소속 정당 | 소속 정당      | 소속 기간 | 비고      |
| --------- | -------------- | --------- | --------- |
|           | 통합민주당     | 2008      | 정계 입문 |
|           | 민주당         | 2008~2011 | 당명 변경 |
|           | 민주통합당     | 2011~2013 | 합당      |
|           | 민주당         | 2013~2014 | 당명 변경 |
|           | 새정치민주연합 | 2014~2015 | 합당      |
|           | 더불어민주당   | 2015~2022 | 당명 변경 |
|           | 무소속         | 2022~현재 | 탈당      |

## 같이 보기
- 천안시 을
- 천안시의 국회의원
- 천안시 서북구의 국회의원